# Andrés Cárdenas
Andrés Cárdenas, né le 15 mai 2008 à Lima, est un pilote automobile colombo-péruvien.  Vice-champion des Formula Winter Series 2024, il est engagé en Eurocup-3 avec MP Motorsport en 2025. Il a précédemment participé au Championnat d'Espagne de Formule 4 2024 avec Campos Racing.

## Carrière

### Karting
Cárdenas fait ses débuts en karting en 2017, dans la catégorie Micro Max du Rotax Max Challenge au Pérou et du Rotax Max Challenge en Amérique du Sud, terminant respectivement quatrième et huitième. En 2018, il ne participe qu'à la ROK de Rio de Janeiro en catégorie Mini ROK, où il termine onzième.
Il fait ses débuts en WSK en 2019, en participant à la Final Cup, l'Open Cup, l'Euro Series et la Super Master Series en catégorie 60 Mini avec le Tony Kart Racing Team. Son seul résultat notable est une 43e place à l'Open Cup. Cárdenas s'engage également au Rotax Max Challenge International Trophy dans la catégorie Mini Max avec Flandria Kart, où il se classe neuvième. En fin de saison, il participe à la South Garda Winter Cup.
En 2020, il termine dixième de la WSK Euro Series et de la WSK Open Cup. En 2021, Cárdenas rejoint la catégorie OK Junior. Il termine quatorzième de la WSK Final Cup et quarante-sixième du championnat d'Europe CIK-FIA. En 2022, il obtient la deuxième place aux Champions of the Future - Winter Series et une victoire à la WSK Champions Cup.
Après avoir terminé 27e dans la catégorie X30 Junior de l'IAME Euro Series, il s'engage ensuite en catégorie OK Junior et en catégorie OK des Champions of the Future. Le Péruvien termine sixième dans chacune des catégories. Au cours de cette période, il rejoint la structure A14 Management de Fernando Alonso.
Il termine 35e du championnat d'Europe CIK-FIA pour Energy Corse et fait ses débuts dans le championnat du monde CIK-FIA avec DPK Racing, et où où il termine 17e.
Cárdenas représente ensuite le Pérou aux FIA Motorsport Games de 2022, où il participe à la coupe Junior de karting sprint. Il remporte l'épreuve et obtient la première médaille d'or du Pérou dans la compétition, ainsi que la première médaille des FIA Motorsport Games.

### Formule 4

#### 2023
Début 2023, Cárdenas est confirmé par Campos Racing pour le championnat d'Espagne de Formule 4 2023. Il doit cependant manquer la première manche en raison de la restrictions d'âge. Pour sa première course en monoplace, il termine à la sixième position sur le circuit d'Aragón. Deux manches plus tard, à Jerez, Cárdenas décroche les deux pôles position après avoir dominé les qualifications. Cette position lui permet de sécuriser sa première victoire lors de la seconde course. Il termine la saison en faisant preuve de régularité, ne terminant qu'à deux reprises en dehors du top 10 lors des trois dernières manches de la saison. Il se classe huitième du championnat,.

#### 2024
La saison de Cárdenas débute en Formula Winter Series, toujours avec Campos Racing. Il obtient la pole position, le meilleur tour et la victoire lors de la première course de la première épreuve disputée sur le circuit de Jerez. Par la suite, il termine troisième et quatrième lors des deux courses suivantes.
Le Péruvien obtient la pole position lors de la deuxième manche au disputée sur le circuit Ricardo Tormo, qu'il convertit en victoire. Lors de la deuxième course, il décroche un nouveau podium, suivi d'une cinquième place dans la troisième course.
Au MotorLand Aragón, il termine quatorzième de la première course. Il connaît son premier abandon de la saison lors la deuxième course, puis termine sixième de la troisième course, derrière Mikkel Pedersen.
Malgré l'annulation de la première course de la dernière manche de la saison sur le circuit de Barcelona-Catalunya, le Péruvien termine deuxième des deux autres courses. Grâce à ses performances, il termine deuxième du championnat avec deux victoires, deux pole positions, un meilleur tour, six podiums et 152 points.
Pour sa saison principale, il rejoint le championnat d'Espagne de Formule 4 2024 avec Griffin Core by Campos Racing. Il connaît une saison difficile, ne peinant à marquer régulièrement des points et à monter sur le podium. Ses meilleurs résultats sont deux sixièmes places. Il termine quatorzième du championnat avec 28 points.

### Eurocup-3
Cárdenas rejoint l'Eurocup-3 pour la saison 2025, avec MP Motorsport. Il participe également au championnat hivernal espagnol d'Eurocup-3 avec l'équipe néerlandaise. Il s'impose lors de l'épreuve du MotorLand Aragón en profitant de la grille inversée. Avec un autre podium à Portimão, puis une troisième place à Aragon, il termine quatrième du championnat avec 78 points.

## Résultats en Karting

### Sommaire des résultats en Karting
| Saison    | Championnats                                        | Ecurie                    | Position |
| --------- | --------------------------------------------------- | ------------------------- | -------- |
| 2017      | Rotax Max Challenge Peru - MicroMax                 |                           | 4e       |
| 2017      | Rotax Max Challenge South America - Micro Max       |                           | 8e       |
| 2018      | ROK the Rio - Mini ROK                              |                           | 11e      |
| 2019      | WSK Final Cup - 60 Mini                             | Tony Kart Racing Team     |          |
| 2019      | WSK Open Cup - 60 Mini                              | Tony Kart Racing Team     | 43e      |
| 2019      | WSK Euro Series - 60 Mini                           | Tony Kart Racing Team     |          |
| 2019      | WSK Super Master Series - 60 Mini                   | Tony Kart Racing Team     |          |
| 2019      | Rotax Max Challenge International Trophy - Mini Max | FLANDRIA KART             | 9e       |
| 2019      | 24° South Garda Winter Cup - Mini ROK               | Lennox Lamp               |          |
| 2020      | WSK Super Master Series - 60 Mini                   | Tony Kart Racing Team     |          |
| 2020      | WSK Euro Series - 60 Mini                           | Tony Kart Racing Team     | 10e      |
| 2020      | WSK Open Cup - 60 Mini                              | Energy Corse              | 10e      |
| 2020      | 31° Andrea Margutti Trophy - 60 Mini                | Energy Corse Srl          | 13e      |
| 2021      | Champions of the Future - OK Junior                 | Energy Corse              | 55e      |
| 2021      | WSK Final Cup - OK Junior                           | Energy Corse              | 14e      |
| 2021      | 26° South Garda Winter Cup - OK Junior              | Energy Corse              | 28e      |
| 2021      | CIK-FIA European Championship - OK Junior           |                           | 46e      |
| 2022      | Champions of the Future - Winter Series - OK Junior | Energy Corse              | 2e       |
| 2022      | IAME Euro Series - X30 Junior                       | Energy Corse              | 27e      |
| 2022      | Champions of the Future - OK                        | Energy Corse              | 6e       |
| 2022      | CIK-FIA European Championship - OK Junior           | Energy Corse              | 35e      |
| 2022      | CIK-FIA World Championship - OK Junior              | DPK Racing                | 17e      |
| 2022      | WSK Champions Cup - OK Junior                       | Energy Corse Srl          | 1er      |
| 2022      | Champions of the Future - OK Junior                 |                           | 6e       |
| 2022      | FIA Motorsport Games Karting Sprint Cup - Junior    | Equipe nationale du Pérou | 1er      |
| Sources,: |                                                     |                           |          |

## Résultats sportifs

### Résultats en monoplace
| Saison | Championnat                        | Écurie                        | Courses | Victoires | Pole positions | Meilleurs tours | Podiums | Points | Classement |
| ------ | ---------------------------------- | ----------------------------- | ------- | --------- | -------------- | --------------- | ------- | ------ | ---------- |
| 2023   | Championnat d'Espagne de Formule 4 | Campos Racing                 | 18      | 1         | 2              | 1               | 2       | 109    | 8e         |
| 2024   | Formula Winter Series              | Campos Racing                 | 11      | 2         | 2              | 1               | 6       | 152    | 2e         |
| 2024   | Championnat d'Espagne de Formule 4 | Griffin Core by Campos Racing | 21      | 0         | 0              | 0               | 0       | 28     | 14e        |
| 2025   | Eurocup-3 Winter Series            | MP Motorsport                 | 8       | 1         | 0              | 0               | 3       | 78     | 4e         |
| 2025   | Eurocup-3                          | MP Motorsport                 | 10      | 0         | 0              | 0               | 1       | 39     | 10e        |

* Saison en cours.

### Championnat d'Espagne de Formule 4
(Les courses en gras indiquent une pole position) (Les courses en Italiques indiquent un meilleur tour)
| Saison | Ecurie                        | 1        | 2       | 3         | 4        | 5         | 6        | 7         | 8        | 9        | 10       | 11       | 12       | 13      | 14       | 15       | 16       | 17       | 18       | 19       | 20      | 21        | C.P | Points |
| ------ | ----------------------------- | -------- | ------- | --------- | -------- | --------- | -------- | --------- | -------- | -------- | -------- | -------- | -------- | ------- | -------- | -------- | -------- | -------- | -------- | -------- | ------- | --------- | --- | ------ |
| 2023   | Campos Racing                 | SPA 1    | SPA 2   | SPA 3     | ARA 1 6  | ARA 2 Abd | ARA 3 16 | NAV 1 Abd | NAV 2 10 | NAV 3 7  | JER 1 2  | JER 2 1  | JER 3 4  | EST 1 5 | EST 2 10 | EST 3 4  | CRT 1 6  | CRT 2 8  | CRT 3 6  | CAT 1 15 | CAT 2 7 | CAT 3 Abd | 8e  | 109    |
| 2024   | Griffin Core by Campos Racing | JAR 1 11 | JAR 2 6 | JAR 3 Abd | POR 1 10 | POR 2 7   | POR 3 16 | LEC 1 Abd | LEC 2 11 | LEC 3 29 | ARA 1 15 | ARA 2 17 | ARA 3 17 | CRT 1 6 | CRT 2 7  | CRT 3 11 | JER 1 19 | JER 2 25 | JER 3 12 | CAT 1 8  | CAT 2 9 | CAT 3 Abd | 14e | 28     |

### Formula Winter Series
(Les courses en gras indiquent une pole position) (Les courses en Italiques indiquent un meilleur tour)
| Saison | Ecurie        | 1     | 2       | 3       | 4     | 5     | 6       | 7        | 8         | 9       | 10      | 11    | 12      | C.P | Points |
| ------ | ------------- | ----- | ------- | ------- | ----- | ----- | ------- | -------- | --------- | ------- | ------- | ----- | ------- | --- | ------ |
| 2024   | Campos Racing | JER 1 | JER 2 3 | JER 3 4 | CRT 1 | CRT 2 | CRT 3 5 | ARA 1 14 | ARA 2 Abd | ARA 3 6 | CAT 1 C | CAT 2 | CAT 3 2 | 2e  | 152    |

### Eurocup-3 Winter Series
(Les courses en gras indiquent une pole position) (Les courses en Italiques indiquent un meilleur tour)
| Saison | Ecurie        | 1       | 2       | 3        | 4       | 5       | 6       | 7       | 8       | C.P | Points |
| ------ | ------------- | ------- | ------- | -------- | ------- | ------- | ------- | ------- | ------- | --- | ------ |
| 2025   | MP Motorsport | JER 1 6 | JER 2 1 | JER 3 12 | POR 1 3 | POR 2 7 | POR 3 7 | ARA 1 4 | ARA 2 3 | 4e  | 78     |

### Eurocup-3
(Les courses en gras indiquent une pole position) (Les courses en Italiques indiquent un meilleur tour)
| Saison | Ecurie        | 1     | 2     | 3     | 4     | 5     | 6     | 7     | 8     | 9     | 10    | 11    | 12    | 13    | 14    | 15    | 16    | C.P | Points |
| ------ | ------------- | ----- | ----- | ----- | ----- | ----- | ----- | ----- | ----- | ----- | ----- | ----- | ----- | ----- | ----- | ----- | ----- | --- | ------ |
| 2025   | MP Motorsport | RBR 1 | RBR 2 | POR 1 | POR 2 | LEC 1 | LEC 2 | MNZ 1 | MNZ 2 | ASS 1 | ASS 2 | SPA 1 | SPA 2 | JER 1 | JER 2 | CAT 1 | CAT 2 | TBD | TBD    |